# 三帶項鰭魚
三帶頸鰭魚（学名：Iniistius trivittatus），为輻鰭魚綱鱸形目隆頭魚亞目隆頭魚科項鰭魚屬下的一个种，分布於西北太平洋的台灣及香港海域，棲息深度0-10公尺，本魚身體上半部有3條黑色的橫帶，背鰭與臀鰭與背緣尾鰭有粉紅的邊緣，前額具有一個中央的藍灰色線，背鰭在第二與第三根棘之間呈鋸齒狀，體長可達30公分，棲息在礁石邊緣的開放水域，生活習性不明。

## 物種描述
本種長約三十厘米，身體具多種色彩，肉色為黃白色，身上有三條寬闊垂直的深色斑紋。

## 分布
目前只知分佈於香港、台灣及越南水域的礁區，深度約0至10米。印尼和毛里裘斯有存疑記錄。模式標本由香港漁民於1996年10月採於南丫島下尾灣,由Andy Cornish以及 Dr J. E. Randall辨別為新種並作出描述，現存於美國夏威夷火奴魯魯畢效魄博物館(Bernice P. Bishop Museum)。
三帶連鰭唇魚分佈太窄以及數量稀少，過度捕魚對目前數量不詳的三帶連鰭唇魚數目構成威脅。

## 俗名
又名紅姑娘仔、紅新娘、豎停仔、胭脂冷、角龍、平倍良、三帶楔鯛、三帶離鰭鯛、三帶連鰭唇魚、三帶虹彩鯛。